# Ye Jianying
Ye Jianying (xinès: 叶剑英)  (Jiaying Zhou, 28 d'abril de 1897 - Pequín, 22 d'octubre de 1986) fou un militar destacat de l'Exèrcit Roig i polític xinés

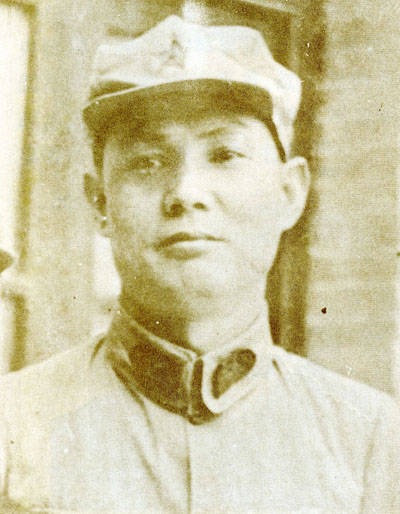
Ye Jianying (en la dècada del 1930).

Va néixer al si d'una família benestant., Estudià a l'Acadèmia Militar de Yunnan i va ser professor de la de Whampoa. Donà suport a Sun Yat-sen. Es va afiliar al Partit Comunista de la Xina el 1927. Va participar en la Llarga Marxa. Com a aliat al Kuomintang havia lluitat contra els invasors japonesos. Després de la creació de la República Popular de la Xina fou nomenat batlle de Guandong, va ascendir a mariscal l'any 1955 i del 1975 al 1978 va ser ministre de Defensa. Com a polític va exercir diversos càrrecs fins a ésser sots-president de l'Assemblea Popular Nacional de la Xina i, més endavant, fou el seu president, càrrec que voluntàriament deixà el 1983.
Preocupat pel caire que adoptava la Revolució Cultural, amb Deng Xiaoping i Zhou Enlai es van disposar a enfrontar-se a la Banda dels Quatre. Mentre els radicals, en aquells moments, encara controlaven els mitjans de comunicació, Zhou cercava suports en el partit i Deng i Ye s'asseguraven la col·laboració de l'Exèrcit.
Va morir als 89 anys d'una malaltia que l'havia apartat de la vida pública.